# Świątynia Konfucjusza w Nagasaki
Świątynia Konfucjusza (jap. 孔子廟 Kōshi-byō) – świątynia ku czci Konfucjusza w Nagasaki, w Japonii. Zbudowana przez miejscową społeczność chińską, jest własnością Chińskiej Republiki Ludowej.

## Historia
W Nagasaki od najdawniejszych czasów mieszkało wielu Chińczyków, głównie kupców. Zbudowali oni tutaj (przy pomocy finansowej rządu chińskiego) pierwsze sanktuarium ku czci Konfucjusza w 1893.  9 sierpnia 1945, w rezultacie pożaru miasta wywołanego przez bombardowanie atomowe Nagasaki, sanktuarium spłonęło. Odbudowa trwała 8 lat i zakończyła się w 1967. Obiekt poddano gruntownej renowacji w 1982. Sanktuarium wyróżnia się szkarłatnymi ścianami i jaskrawożółtymi dachami. Na dziedzińcu stoją 72 marmurowe posągi Konfucjusza i jego uczniów. Początkowo przy sanktuarium działała szkoła chińska, obecnie znajduje się tu Chińskie Muzeum Historyczne, które prezentuje cenne eksponaty wypożyczone z Chin i jest utrzymywane przez swój muzealny odpowiednik w Pekinie. Zarządcą kompleksu jest Ambasada ChRL w Tokio. 

## Galeria

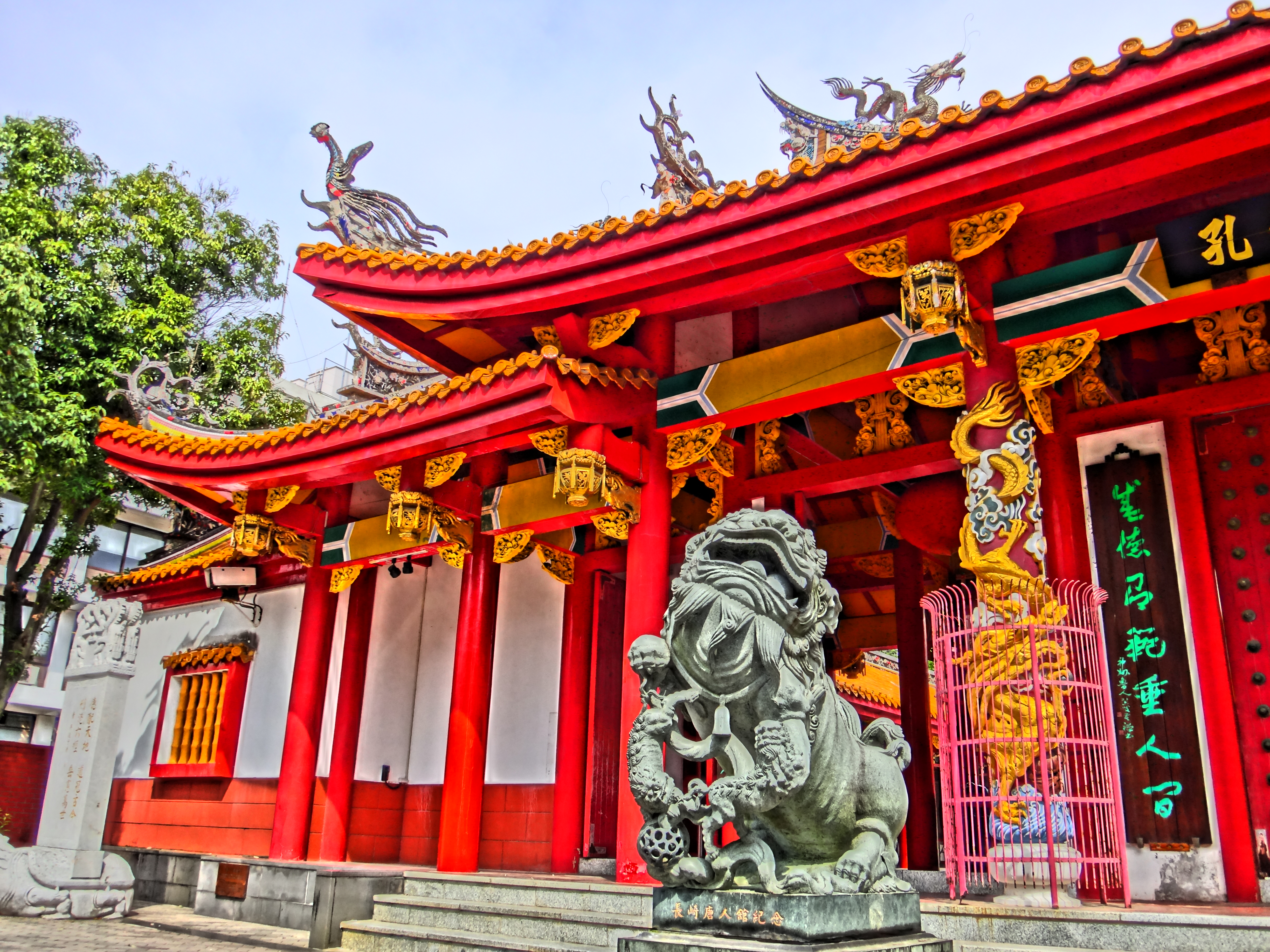
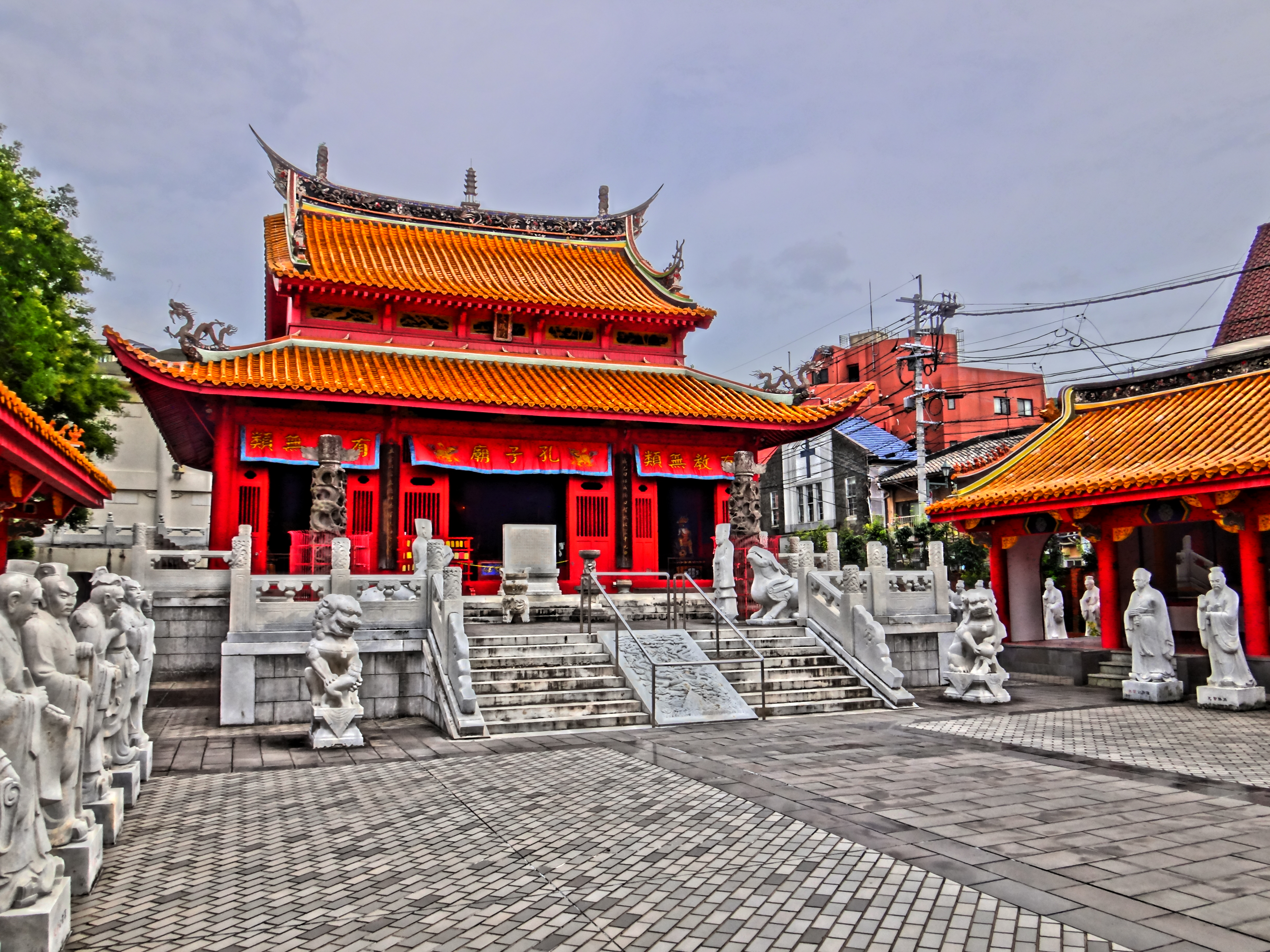
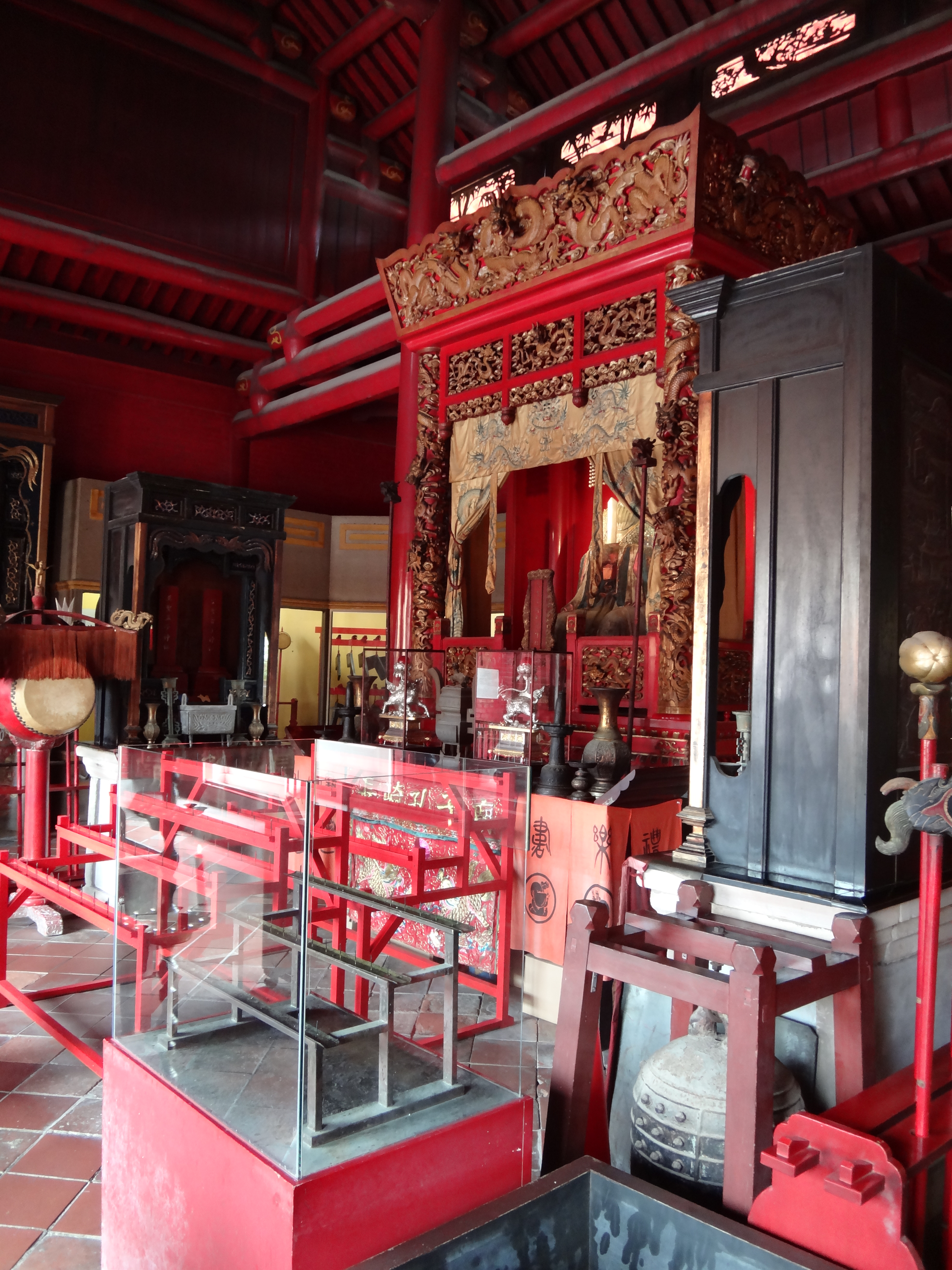
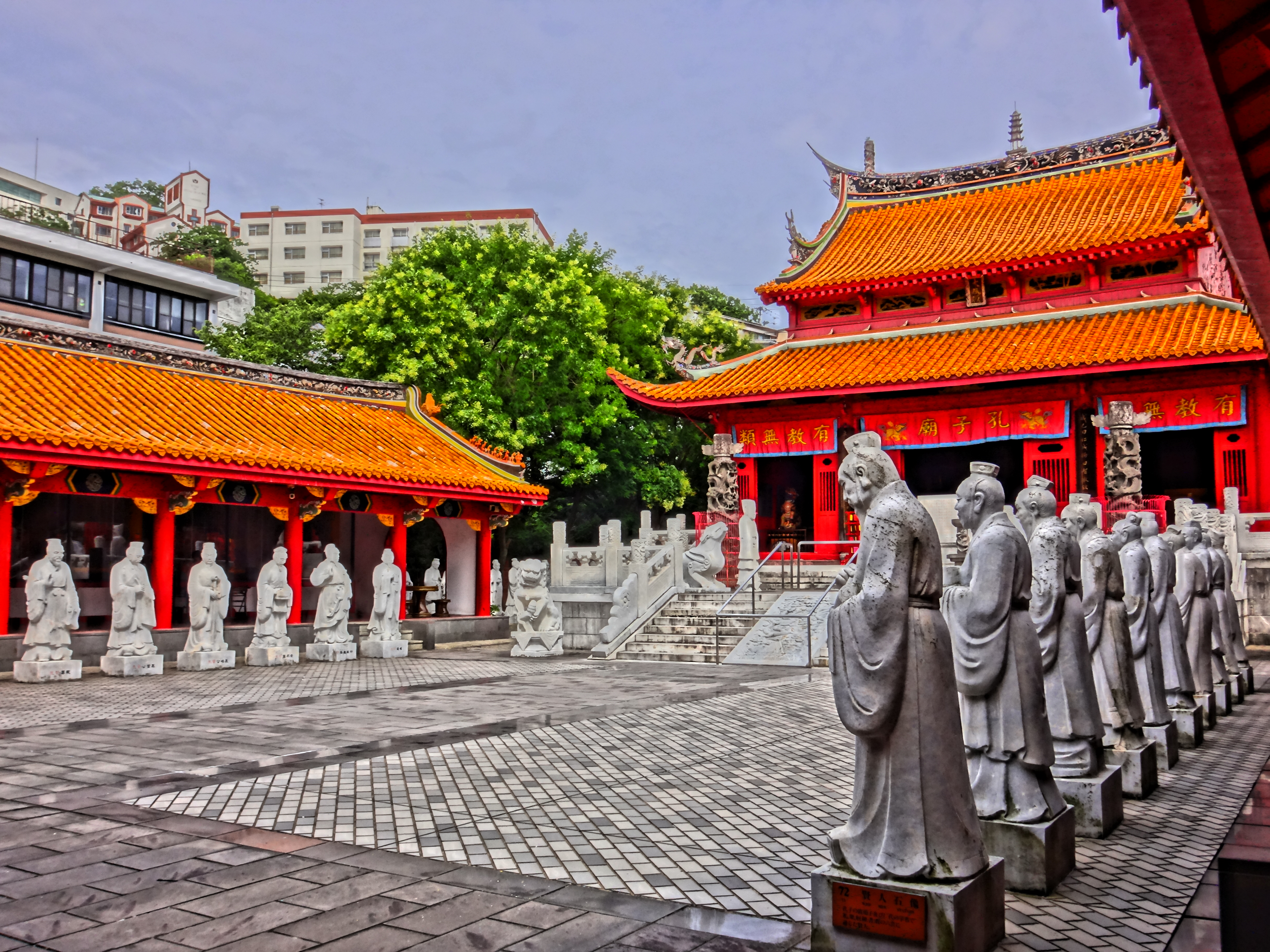